# 低色素沈着
低色素沈着（または色素沈着減少、英語：Hypopigmentation）は、皮膚の色が減少している状態のことである。メラニン細胞、メラニン枯渇、メラミン細胞でメラニンを作るのに使われるアミノ酸チロシンの減少によって引き起こされる。

## 症例

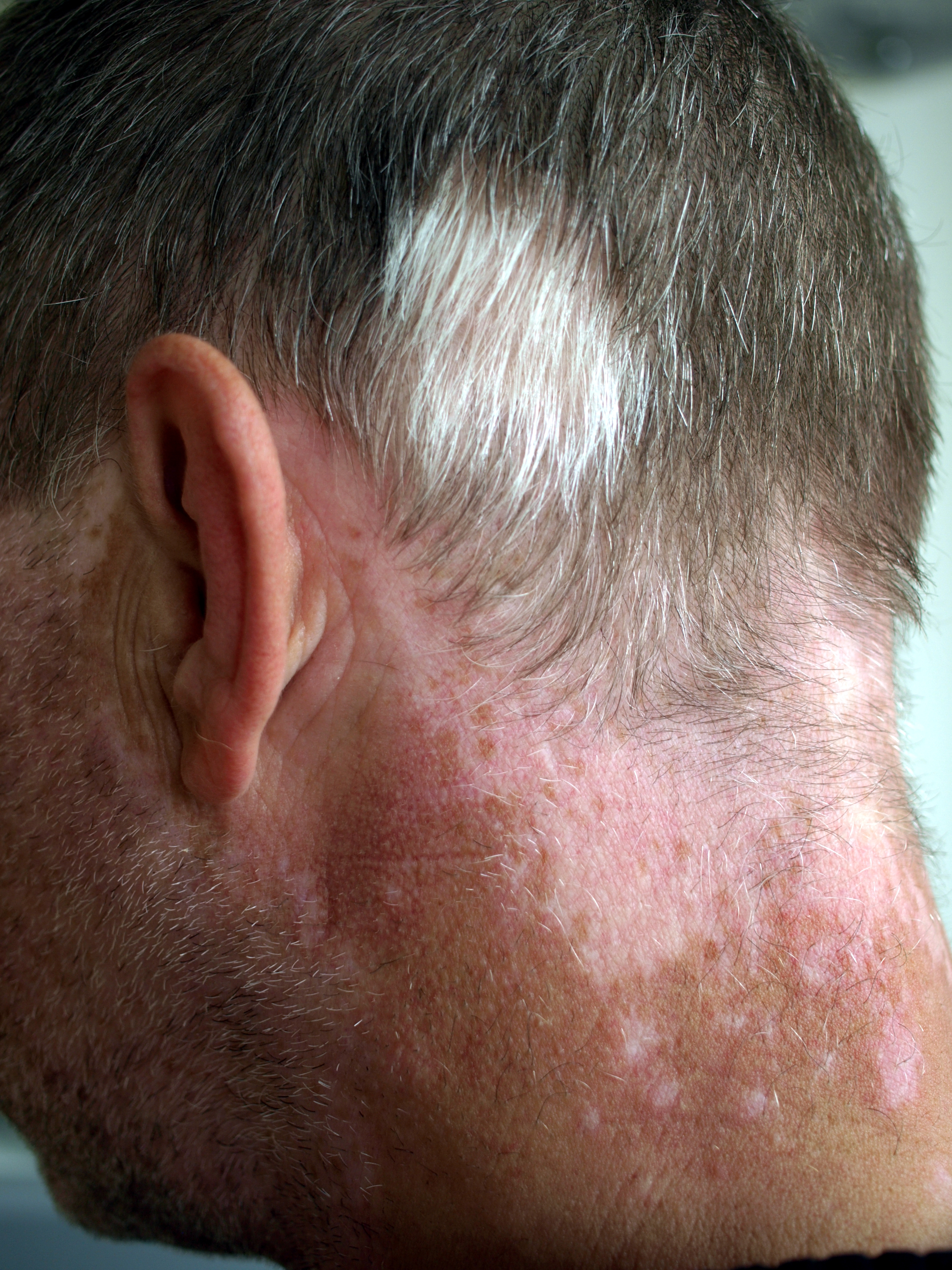
白毛症

先天性低色素沈着
- アルビノ
- 白変種
- アンジェルマン症候群
- 限局性白皮症（ドイツ語版）
- 白毛症（ドイツ語版）
- プラダー・ウィリー症候群
- ファンコーニ貧血（FANCI型ほか）[1]
- フェニルケトン尿症

後天性低色素沈着
- 白髪
- シーハン症候群
- 特発性滴状メラニン欠乏症（Idiopathic guttate hypomelanosis）
- 梅毒
- 尋常性白斑
- アトピー性皮膚炎
- 白色粃糠疹（英語版）
- クワシオルコル
- ハンセン病
- ピンタ (病気)（英語版）
- 瘢痕
- 乾癬